# Génesis Pérez
Génesis Gianna Pérez Watson (* 4. Mai 2005 in San José, Costa Rica) ist eine costa-ricanische Fußballtorhüterin.

## Karriere

### Vereine
Von der Schulmannschaft der Montverde Academy kommend, schloss sie sich im Sommer 2022 CS Herediano an. Nach einem halben Jahr kehrte sie wieder zu ihrer Schulmannschaft zurück und ist nun seit Sommer 2023 am College für die UCF Knights aktiv.

### Nationalmannschaft
Bereits am 15. Juni 2021 hatte sie ihr Debüt für die costa-ricanische A-Nationalmannschaft, als sie bei einem 4:1-Freundschaftsspielsieg über Guatemala in der 82. Minute für Noelia Bermúdez eingewechselt wurde. Im Jahr 2022 nahm sie an der CONCACAF U-17-Meisterschaft teil. Bei der A-Mannschaft gehörte sie dann bei der CONCACAF W Championship 2022 wieder zum Kader.
Anschließend nahm sie im Jahr 2022 mit der U20 noch an der Weltmeisterschaft und ein Jahr später an der CONCACAF Meisterschaft 2023 teil.
Am 8. Juli 2023 wurde sie für den Kader der Weltmeisterschaft 2023 nominiert.